# 吉野正芳

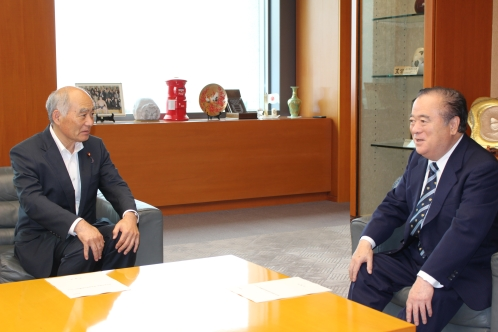
茨城県の橋本昌知事と

吉野 正芳（よしの まさよし、1948年〈昭和23年〉8月8日 - ）は、日本の政治家、実業家。
衆議院議員（8期）、復興大臣（第7・8代）、環境副大臣（福田康夫改造内閣・麻生内閣）、文部科学大臣政務官（第3次小泉改造内閣）、福島県議会議員（3期）、社会福祉法人ハートフルなこそ理事長等を務めた。

## 来歴
福島県出身。福島県立磐城高等学校、早稲田大学商学部（日下部ゼミ：会計学）卒業。大学卒業後、家業の吉野木材株式会社に入社した。
1987年、福島県議会議員選挙に出馬し、初当選した。以後、1999年まで3期12年務める。2000年、第42回衆議院議員総選挙に自由民主党公認で福島5区から出馬し、民主党新人で磐城高の同級生にあたる吉田泉を破り、当選した。以後、6期連続当選。1996年の第41回衆議院議員総選挙で福島5区から新進党公認で出馬し、当選した坂本剛二が1999年に自民党に復党していたため、コスタリカ方式が採られ、2005年の第44回衆議院議員総選挙までは吉野、坂本の両名がそれぞれ福島5区、比例東北ブロックから交互に出馬して当選し続けていた。2005年、（第3次小泉改造内閣で文部科学大臣政務官に任命された。2008年、福田康夫改造内閣で環境副大臣に任命され、麻生内閣まで務める。
2009年の第45回衆議院議員総選挙では、空席となっていた福島3区に国替えして出馬。民主党前職の玄葉光一郎に10万票超の大差をつけられ惨敗したが、比例東北ブロックの名簿順位が国替えにより優遇されていたため、比例復活により4選。一方、福島5区から出馬した坂本剛二は、民主党の吉田泉に敗れ、落選した。
2012年の第46回衆議院議員総選挙に際しては、選挙区調整により坂本が福島5区で公認を受け、吉野は比例中国ブロックへ転出。中国地方は安倍晋三、高村正彦、石破茂ら自民党幹部が多く、比例枠の余裕が見込めるための異例の措置であり、吉野自身も「（名簿は）中国ブロックだが、体は福島5区の人間だ。あまりにも例のないことでびっくりしているが、バッジをつけて、復興のお役に立ちたい」と支援者らに釈明した。比例中国ブロックの選挙区内には入らず福島5区で坂本を応援する選挙運動を行い、自身は比例中国ブロックで当選した。当選後、衆議院環境委員長に就任。
2014年、衆議院原子力問題調査特別委員長に就任。同年の第47回衆議院議員総選挙に際しては、再び吉野、坂本の両名が福島5区からの立候補を表明し、党本部の調整により吉野が福島5区で公認を受け、坂本は比例近畿ブロックへ転出。党本部による調整がもつれ込み、公認が決定したのは公示日の前日で、坂本は比例近畿ブロック単独40位に登載された。福島5区で吉野が民主党前職の吉田泉を破って再選された一方で、比例近畿ブロックに国替えした坂本は名簿順位の下位登載が響き、落選した。
2016年9月、衆議院東日本大震災復興委員長に就任。2017年4月26日、東北地方太平洋沖地震に関する東北地方の被災地への問題発言を理由に更迭された今村雅弘の後任の復興大臣に任命され、初入閣した。就任後の記者会見で、前任の今村雅弘について、「まだ東北で良かった」という発言に関しては「私は被災地（選出）だから、絶対に許せない」と批判したが、「今村氏は頻繁に被災地に来ているし、被災地を思っていたのはよく分かっている。ただ、ああいう言葉になったのは残念だ」とも述べた。2017年8月3日、第3次安倍第3次改造内閣において復興大臣に留任。同年の第48回衆議院議員総選挙では希望の党公認となった吉田を再び降して7選。2018年10月2日の第4次内閣改造で復興大臣を退任。
2019年10月、衆議院農林水産委員長に就任。
2021年10月31日、第49回衆議院議員総選挙で8選。
2022年12月23日、区域変更された新・福島4区の支部長に決まった。
復興大臣退任後に脳梗塞を発症し、さらに2021年の総選挙中に足を痛めて以降は車椅子での生活となった。
2024年9月30日、「体力の回復を目指していたが、選挙活動をやり遂げる確信を持てなくなった」として次期衆院選に立候補しない意向を後援会を通じて正式に発表した。

## 政策・主張

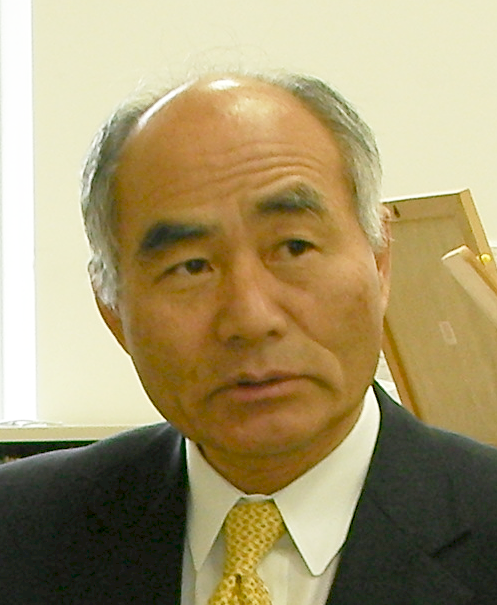
2009年1月21日、東京都渋谷区の地球環境パートナーシッププラザにて

- 2011年4月29日の衆議院予算委員会での質疑において、福島第一原子力発電所事故の第一義的責任について、東京電力ではなく国が負うべきであると主張した[15]。
- 輸入木材の違法伐採問題に取り組む松岡利勝に触発され、「木材・木材製品の合法性・持続可能性証明のためのガイドライン」の制度設計に携わった[16]。
- 第9条を含めた日本国憲法の改正、集団的自衛権の行使を禁じた内閣法制局の憲法解釈の見直しに賛成[17][18]。
- 日本の原子力発電所について、原子力規制委員会による新基準の合否に関わらず、「再稼働は認めず、廃炉とすべき」としており[17]、原発は日本に「必要でない」としている[18]。
- 日本の環太平洋戦略的経済連携協定（TPP）への参加に反対[17]。
- 日本の核武装について「将来にわたって検討すべきでない」としている[17]。
- 女性宮家の創設に反対[17]。
- 内閣総理大臣やその他の国務大臣の靖国神社への参拝は「問題ない」としている[18]。
- 村山談話、河野談話の見直しに反対[18]。
- 2017年の朝日新聞によるアンケートにおいて、選択的夫婦別姓制度導入について、どちらかと言えば反対、としている[19]。

## 人物

### 家族
兄に吉野文敏（吉野木材代表）、息子に吉野嘉晃（実業家、福陽自動車教習所・ハートフルなこそ・ケアサポート慶・とらべるぱーくオリバー代表）

### その他
- 2011年3月11日に発生した東北地方太平洋沖地震では自宅が半壊し、選挙事務所が全壊する被害を受けた[10][20]。
- 復興大臣就任後の2017年4月27日、衆議院・参議院の東日本大震災復興特別委員会で所信表明を行った際、「原発事故」という言葉を用いなかったため、民進党など野党から批判を受け、「原発事故という言葉はないが、原発事故に対応する施策は所信で述べた」「言葉が足らず反省している。今後は（福島の問題は）原発事故が原点にあると発言していきたい」と釈明した[21]。
- 政治活動と並行して、社会福祉法人ハートフルなこそを設立。理事長として特別養護老人ホームを運営した経緯もあり、高齢者福祉に造詣が深い。

## 所属団体・議員連盟
- 自民党たばこ議員連盟[22]
- 神道政治連盟国会議員懇談会
- みんなで靖国神社に参拝する国会議員の会
- 日韓議員連盟
- 再チャレンジ支援議員連盟
- 自民党動物愛護管理推進議員連盟
- TPP交渉における国益を守り抜く会
- 日本・モルディブ友好議員連盟[23]